# Liga Europa da UEFA de 2025–26
A Liga Europa da UEFA de 2025–26 é a 55.ª edição da Liga Europa da UEFA e a 17.ª com o nome atual (anteriormente era chamada de Taça da UEFA).
A final será disputada no dia 20 de maio de 2026 no Beşiktaş Stadium em Istambul, Turquia.
Esta é a segunda temporada disputada sob um novo formato, que substituiu a fase de grupos de 32 equipes por uma fase de liga de 36 equipes.
O Tottenham é o atual campeão, mas não poderá defender seu título, já que o vencedor da Liga Europa se classifica automaticamente para a fase de grupos da Liga dos Campeões da UEFA, e o novo formato não permite que os clubes sejam transferidos da Liga dos Campeões para a Liga Europa a partir da fase de grupos.

## Distribuição de vagas e qualificação
Um total de 77 equipes de 33 a 40 das 55 federações-membro da UEFA participem da Liga Europa da UEFA de 2025–26. Entre elas, 33 federação têm times classificados diretamente para a Liga Europa, enquanto as outras 12 federação que não têm nenhum time classificado diretamente podem ter times jogando após serem transferidos da Liga dos Campeões. A classificação da federação é baseada nos coeficientes de federação da UEFA é usada para determinar o número de equipes participantes de cada federação:
- Os detentores do título da Liga Conferência da UEFA ganharam uma entrada na Liga Europa (caso não se classificassem para a Liga dos Campeões da UEFA ou Liga Europa por posição na liga);
- As associações 1 a 12 têm duas equipes cada;
- As associações 13–33 (exceto Rússia)[6][7] têm uma equipe cada;
- 32 equipes eliminadas da fase de qualificação e do play-off da Liga dos Campeões da UEFA de 2025–26 serão transferidas para a Liga Europa.

### Ranking das federações
Para a Liga Europa da UEFA de 2025–26, as federações recebem vagas de acordo com os seus coeficientes de federação da UEFA de 2024, que levam em consideração o seu desempenho nas competições europeias de 2019–20 a 2023–24.
Além da alocação com base nos coeficientes da associação, as federações podem ter equipes adicionais participando da Liga Europa, conforme observado abaixo:
- (UCL) – Equipes adicionais transferidas da Liga dos Campeões da UEFA
- (CON) – Equipes adicionais transferidas da Liga Conferência da UEFA

| Pos. | Federação       | Coef.   | Equipes | Notas    |
| ---- | --------------- | ------- | ------- | -------- |
| 1    | Inglaterra      | 104.303 | 2       |          |
| 2    | Itália          | 90.284  | 2       |          |
| 3    | Espanha         | 89.489  | 2       |          |
| 4    | Alemanha        | 86.624  | 2       |          |
| 5    | França          | 66.831  | 2       |          |
| 6    | Países Baixos   | 61.300  | 2       |          |
| 7    | Portugal        | 56.316  | 2       |          |
| 8    | Bélgica         | 48.800  | 2       |          |
| 9    | Turquia         | 38.600  | 2       |          |
| 10   | República Checa | 36.050  | 2       |          |
| 11   | Escócia         | 36.050  | 2       |          |
| 12   | Suíça           | 32.975  | 2       | +1 (UCL) |
| 13   | Áustria         | 32.600  | 1       |          |
| 14   | Noruega         | 31.625  | 1       | +1 (UCL) |
| 15   | Grécia          | 31.525  | 1       | +1 (UCL) |
| 16   | Dinamarca       | 31.450  | 1       |          |
| 17   | Israel          | 31.125  | 1       | +1 (UCL) |
| 18   | Ucrânia         | 28.000  | 1       |          |
| 19   | Sérvia          | 27.775  | 1       |          |

| Pos. | Federação   | Coef.  | Equipes | Notas    |
| ---- | ----------- | ------ | ------- | -------- |
| 20   | Croácia     | 25.525 | 1       | +1 (UCL) |
| 21   | Polônia     | 25.375 | 1       |          |
| 22   | Rússia      | 22.965 | 0       | [RUS]    |
| 23   | Chipre      | 22.100 | 1       |          |
| 24   | Hungria     | 21.875 | 1       |          |
| 25   | Suécia      | 21.500 | 1       |          |
| 26   | Romênia     | 21.375 | 1       | +1 (UCL) |
| 27   | Bulgária    | 20.375 | 1       |          |
| 28   | Azerbaijão  | 20.125 | 1       |          |
| 29   | Eslováquia  | 19.625 | 1       |          |
| 30   | Eslovênia   | 13.250 | 1       |          |
| 31   | Moldávia    | 13.125 | 1       |          |
| 32   | Kosovo      | 11.541 | 1       | +1 (UCL) |
| 33   | Cazaquistão | 11.500 | 1       |          |
| 34   | Finlândia   | 11.125 | 1       | +1 (UCL) |
| 35   | Irlanda     | 10.875 | 0       | +1 (UCL) |
| 36   | Armênia     | 10.625 | 0       | +1 (UCL) |
| 37   | Letônia     | 10.625 | 0       | +1 (UCL) |
| 38   | Ilhas Faroe | 10.375 | 0       |          |

| Pos. | Federação            | Coef.  | Equipes | Notas    |
| ---- | -------------------- | ------ | ------- | -------- |
| 39   | Bósnia e Herzegovina | 10.000 | 0       | +1 (UCL) |
| 40   | Liechtenstein        | 10.000 | 0       |          |
| 41   | Islândia             | 9.583  | 0       | +1 (UCL) |
| 42   | Irlanda do Norte     | 9.208  | 0       |          |
| 43   | Luxemburgo           | 8.625  | 0       |          |
| 44   | Lituânia             | 8.500  | 0       |          |
| 45   | Malta                | 8.250  | 0       | +1 (UCL) |
| 46   | Geórgia              | 7.625  | 0       |          |
| 47   | Albânia              | 7.375  | 0       |          |
| 48   | Estônia              | 7.207  | 0       |          |
| 49   | Bielorrússia         | 6.625  | 0       |          |
| 50   | Macedônia do Norte   | 6.000  | 0       |          |
| 51   | Andorra              | 5.998  | 0       |          |
| 52   | País de Gales        | 5.791  | 0       |          |
| 53   | Montenegro           | 5.708  | 0       |          |
| 54   | Gibraltar            | 4.957  | 0       | +1 (UCL) |
| 55   | San Marino           | 1.832  | 0       |          |

Notas
- Rússia (RUS): ^  No dia 28 de fevereiro de 2022, os clubes e a seleção nacional da Rússia foram suspensos das competições da FIFA e UEFA devido à invasão da Ucrânia pela Rússia em 2022.[6][7]

### Distribuição de vagas por fase
As informações aqui refletem a suspensão em andamento da Rússia no futebol europeu e, portanto, as seguintes alterações na lista de acesso padrão foram feitas:
- Os vencedores da Copa da Dinamarca (federação nº. 16) entrarão na segunda fase classificatória em vez da primeira fase classificatória.

Como detentores do título da Liga Conferência da UEFA de 2024–25, o Chelsea se classificou para a fase da Liga dos Campeões da UEFA de 2025–26 por meio da alocação de vagas padrão de sua liga nacional, as seguintes alterações na lista de acesso padrão foram feitas:
- Dínamo Zagreb, como o clube com o maior coeficiente de clube que de outra forma teria entrado na fase de qualificação ou na rodada de play-off, entrará na fase da liga em vez da primeira rodada de qualificação;
- Os vencedores da Copa da Finlândia (federação nº. 34) entrarão na primeira fase classificatória, em vez da segunda fase classificatória da Liga Conferência da UEFA de 2024–25.

|                                             |                                             | Equipes que entram nesta rodada | Equipes que avançaram da fase anterior                                                               | Equipes provenientes da Liga dos Campeões |
| ------------------------------------------- | ------------------------------------------- | --- | --- | --- |
| Primeira pré–eliminatória (16 equipes)      | Primeira pré–eliminatória (16 equipes)      | - 16 vencedores de copas nacionais das federações nº. 17–34 (exceto Rússia e Croácia) | | |
| Segunda pré–eliminatória (16 equipes)       | Segunda pré–eliminatória (16 equipes)       | - 1 vencedor de taça nacional da federação nº. 16 - 6 equipes classificadas em terceiro lugar na liga nacional das federações nº. 7 a 12 - 1 equipe em quarto lugar na liga nacional da federação nº. 6                                                                            | - 8 vencedores da primeira fase de qualificação                                                      | |
| Terceira pré–eliminatória (26 equipes)      | Caminho dos Campeões (12 equipes)           | | | - 12 perdedores da segunda pré-eliminatória da Liga dos Campeões (Caminho dos Campeões) |
| Terceira pré–eliminatória (26 equipes)      | Caminho das Ligas (14 equipes)              | - 3 vencedores de taças nacionais das federações nº. 13–15 | - 8 vencedores da segunda fase de qualificação                                                       | - 3 perdedores da segunda pré-eliminatória da Liga dos Campeões (Caminho das Ligas) |
| Fase de play-off (24 equipes)               | Fase de play-off (24 equipes)               | - 5 vencedores de copas nacionais das federações nº. 8–12 | - 13 vencedores da terceira fase de qualificação                                                     | - 6 perdedores da terceira pré-eliminatória da Liga dos Campeões (Caminho dos Campeões) |
| Fase da liga (36 equipes)                   | Fase da liga (36 equipes)                   | - 7 vencedores de copas nacionais das federações nº. 1–7 - 5 times da liga nacional classificados em quinto lugar das federações nº. 1–5 - 1 vencedor da copa da federação nº. 20 como a equipe com o maior coeficiente de clube, originalmente da primeira rodada de qualificação | - 12 vencedores da rodada de play-off                                                                | - 5 perdedores da rodada de play-off da Liga dos Campeões (Caminho dos Campeões) - 4 perdedores da terceira pré-eliminatória da Liga dos Campeões (Caminho das Ligas) - 2 perdedores da rodada de play-off da Liga dos Campeões (Caminho das Ligas) |
| Play-offs da fase eliminatória (16 equipes) | Play-offs da fase eliminatória (16 equipes) | | - 16 equipes classificadas de 9 a 24 na fase da liga                                                 | |
| Oitavas de final (16 equipes)               | Oitavas de final (16 equipes)               | | - 8 equipes classificadas de 1 a 8 na fase da liga - 8 vencedores dos play-offs da fase eliminatória | |

### Equipes classificadas
Os rótulos entre parênteses mostram como cada equipe se classificou para a vaga de sua rodada inicial:
- CON: Detentores do título da Liga Conferência da UEFA
- CW: Vencedores da Taça
- 3º, 4º, 5º, etc.: Posição na liga da temporada anterior
- RL: Vencedores da fase regular da liga
- CL: Transferido da Liga dos Campeões da UEFA
  - CH/LP PO: Perdedores da rodada de play-off (Caminho dos Campeões/Liga)
  - CH/LP Q3: Perdedores da terceira fase de qualificação (Caminho dos Campeões/Liga)
  - CH/LP Q2: Perdedores da segunda fase de qualificação (Caminho dos Campeões/Liga)

A terceira fase classificatória é dividida em Caminho dos Campeões (CH) e Caminho das Ligas (MP).
| Fase da liga              | Fase da liga              | Aston Villa (6º)            | Nottingham Forest (7º)[ING] | Bologna (CW)               | Roma (5º)                   |  |  |
| Fase da liga              | Fase da liga              | Betis (6º)                  | Celta de Vigo (7º)          | Stuttgart (CW)             | Freiburg (5º)               |  |  |
| Fase da liga              | Fase da liga              | Lille (5º)                  | Lyon (6º)                   | Go Ahead Eagles (CW)       | Porto (3º)                  |  |  |
| Fase da liga              | Fase da liga              | Dínamo Zagreb (2º)          | (CL CH PO)                  | (CL CH PO)                 | (CL CH PO)                  |  |  |
| Fase da liga              | Fase da liga              | (CL CH PO)                  | (CL CH PO)                  | (CL LP PO)                 | (CL LP PO)                  |  |  |
| Fase da liga              | Fase da liga              | (CL LP Q3)                  | (CL LP Q3)                  | (CL LP Q3)                 | (CL LP Q3)                  |  |  |
|                           |                           |                             |                             |                            |                             |  |  |
| Rodada de Play-off        | Rodada de Play-off        | Genk (3º)                   | Samsunspor (3º)             | Sigma Olomouc (CW)         | Aberdeen (CW)               |  |  |
| Rodada de Play-off        | Rodada de Play-off        | Young Boys (3º)             | (CL CH Q3)                  | (CL CH Q3)                 | (CL CH Q3)                  |  |  |
| Rodada de Play-off        | Rodada de Play-off        | (CL CH Q3)                  | (CL CH Q3)                  | (CL CH Q3)                 |                             |  |  |
|                           |                           |                             |                             |                            |                             |  |  |
| Terceira pré-eliminatória | CH                        | Maccabi Tel Aviv (CL CH Q2) | Rijeka (CL CH Q2)           | FCSB (CL CH Q2)            | Drita (CL CH Q2)            |  |  |
| Terceira pré-eliminatória | CH                        | KuPS (CL CH Q2)             | Shelbourne F.C. (CL CH Q2)  | Noah (CL CH Q2)            | RFS (CL CH Q2)              |  |  |
| Terceira pré-eliminatória | CH                        | Zrinjski Mostar (CL CH Q2)  | Breiðablik (CL CH Q2)       | Hamrun Spartans (CL CH Q2) | Lincoln Red Imps (CL CH Q2) |  |  |
| Terceira pré-eliminatória | MP                        | Wolfsberger (CW)            | Fredrikstad (CW)            | PAOK (3º)                  | Servette (CL LP Q2)         |  |  |
| Terceira pré-eliminatória | MP                        | Brann (CL LP Q2)            | Panathinaikos (CL LP Q2)    |                            |                             |  |  |
|                           |                           |                             |                             |                            |                             |  |  |
| Segunda pré-eliminatória  | Segunda pré-eliminatória  | Utrecht (4º)                | Braga (4º)                  | Anderlecht (4º)            | Beşiktaş (4º)               |  |  |
| Segunda pré-eliminatória  | Segunda pré-eliminatória  | Baník Ostrava (3º)          | Hibernian (3º)              | Lugano (4º)                | Midtjylland (2º)            |  |  |
|                           |                           |                             |                             |                            |                             |  |  |
| Primeira pré-eliminatória | Primeira pré-eliminatória | Hapoel Be'er Sheva (CW)     | Shakhtar Donetsk (CW)       | Partizan Belgrado (2º)     | Légia Varsóvia (CW)         |  |  |
| Primeira pré-eliminatória | Primeira pré-eliminatória | AEK Larnaca (CW)            | Paks (CW)                   | BK Häcken (CW)             | Cluj (CW)                   |  |  |
| Primeira pré-eliminatória | Primeira pré-eliminatória | Levski Sofia (2º)           | Sabah (CW)                  | Spartak Trnava (CW)        | NK Celje (CW)               |  |  |
| Primeira pré-eliminatória | Primeira pré-eliminatória | Sheriff Tiraspol (CW)       | Prishtina (CW)              | Aktobe (CW)                | Ilves (2º)                  |  |  |

Notas
- Inglaterra (ING): ^  Inicialmente, os vencedores da Copa da Inglaterra de 2024–25 (Crystal Palace) se classificaram para a Liga Europa da UEFA, e o Newcastle se classificou para a Liga Conferência da UEFA como vencedor da Copa da Liga Inglesa de 2024–25. No entanto, a UEFA decidiu que o Crystal Palace (que está recorrendo da decisão)[9] e Lyon faziam parte de um grupo de propriedade da mesma empresa antes de 1º de março, com o Crystal Palace perdendo o prazo e sendo rebaixado para a Liga Conferência.[10] Sua vaga foi desocupada e passada para o Newcastle em uma troca de direitos europeus. No entanto, como o Newcastle já estava classificado para a Liga dos Campeões da UEFA graças à sua posição na Premier League, a vaga foi revertida para a liga, e o Nottingham Forest, como o clube com a posição mais alta na liga que ainda não havia se classificado para a Liga dos Campeões ou a Liga Europa, ganhou a vaga.[11]

- Rússia (RUS): ^  No dia 28 de fevereiro de 2022, os clubes e a seleção nacional da Rússia foram suspensos das competições da FIFA e UEFA devido à invasão da Ucrânia pela Rússia em 2022.[6][7]

## Calendário
O calendário da competição é o seguinte. As partidas estão programadas para as quintas-feiras, com exceção da final, que acontece na quarta-feira, embora, excepcionalmente, possa ocorrer às terças ou quartas-feiras devido a conflitos de agenda. Haverá uma semana exclusiva, com quartas e quintas-feiras sendo dias de jogos, nos dias 24 e 25 de setembro.
| Fase              | Rodada                         | Data do sorteio         | Partida de ida                                   | Partida de volta                                 |
| ----------------- | ------------------------------ | ----------------------- | ------------------------------------------------ | ------------------------------------------------ |
| Qualificação      | Primeira pré–eliminatória      | 17 de junho de 2025     | 10 de julho de 2025                              | 17 de julho de 2025                              |
| Qualificação      | Segunda pré–eliminatória       | 18 de junho de 2025     | 24 de julho de 2025                              | 31 de julho de 2025                              |
| Qualificação      | Terceira pré–eliminatória      | 21 de julho de 2025     | 7 de agosto de 2025                              | 14 de agosto de 2025                             |
| Play-off          | Rodada de Play-off             | 4 de agosto de 2025     | 21 de agosto de 2025                             | 28 de agosto de 2025                             |
| Fase de Liga      | 1ª rodada                      | 29 de agosto 2025       | 24–25 de setembro de 2025                        | 24–25 de setembro de 2025                        |
| Fase de Liga      | 2ª rodada                      | 29 de agosto 2025       | 2 de outubro de 2025                             | 2 de outubro de 2025                             |
| Fase de Liga      | 3ª rodada                      | 29 de agosto 2025       | 23 de outubro de 2025                            | 23 de outubro de 2025                            |
| Fase de Liga      | 4ª rodada                      | 29 de agosto 2025       | 6 de novembro de 2025                            | 6 de novembro de 2025                            |
| Fase de Liga      | 5ª rodada                      | 29 de agosto 2025       | 27 de novembro de 2025                           | 27 de novembro de 2025                           |
| Fase de Liga      | 6ª rodada                      | 29 de agosto 2025       | 11 de dezembro de 2025                           | 11 de dezembro de 2025                           |
| Fase de Liga      | 7ª rodada                      | 29 de agosto 2025       | 22 de janeiro de 2026                            | 22 de janeiro de 2026                            |
| Fase de Liga      | 8ª rodada                      | 29 de agosto 2025       | 29 de janeiro de 2026                            | 29 de janeiro de 2026                            |
| Fase eliminatória | Play-offs da fase eliminatória | 30 de janeiro de 2026   | 19 de fevereiro 2026                             | 26 de fevereiro de 2026                          |
| Fase eliminatória | Oitavas de final               | 27 de fevereiro de 2026 | 12 de março de 2026                              | 19 de março de 2026                              |
| Fase eliminatória | Quartas de final               | 27 de fevereiro de 2026 | 9 de abril de 2026                               | 16 de abril de 2026                              |
| Fase eliminatória | Semifinais                     | 27 de fevereiro de 2026 | 30 de abril de 2026                              | 7 de maio de 2026                                |
| Fase eliminatória | Final                          | 27 de fevereiro de 2026 | 20 de maio de 2026 no Beşiktaş Stadium, Istanbul | 20 de maio de 2026 no Beşiktaş Stadium, Istanbul |

## Rodada de qualificação

### Primeira pré-eliminatória
O sorteio para a primeira fase classificatória foi realizado em 17 de junho de 2025. As partidas de ida foram disputadas em 10 de julho, e as partidas de volta foram disputadas em 17 de julho de 2025.
Os vencedores dos confrontos avançaram para a segunda fase classificatória. Os perdedores foram transferidos para a segunda fase classificatória do Caminho Principal da Liga Conferência da UEFA.
| Equipe 1         | Total       | Equipe 2           | 1.º jogo | 2.º jogo   |
| ---------------- | ----------- | ------------------ | -------- | ---------- |
| Shakhtar Donetsk | 6–0         | Ilves              | 6–0      | 0–0        |
| Sheriff Tiraspol | 5–2         | Prishtina          | 4–0      | 1–2        |
| Spartak Trnava   | 2–3         | BK Häcken          | 0–1      | 2–2        |
| Sabah            | 5–6         | NK Celje           | 2–3      | 3–3 (pro.) |
| Légia Varsóvia   | 2–0         | Aktobe             | 1–0      | 1–0        |
| Levski Sofia     | 1–1 (3–1 p) | Hapoel Be'er Sheva | 0–0      | 1–1 (pro.) |
| AEK Larnaca      | 2–2 (6–5 p) | Partizan Belgrado  | 1–0      | 1–2 (pro.) |
| Paks             | 0–3         | Cluj               | 0–0      | 0–3        |

### Segunda pré-eliminatória
O sorteio para a segunda fase classificatória foi realizado em 18 de junho de 2025. As partidas de ida foram disputadas em 24 de julho e as partidas de volta foram disputadas em 31 de julho de 2025.
Os vencedores dos confrontos avançaram para a terceira fase classificatória do Caminho Principal. Os perdedores foram transferidos para a terceira fase classificatória do Caminho Principal da Liga Conferência.
| Equipe 1         | Total       | Equipe 2         | 1.º jogo | 2.º jogo   |
| ---------------- | ----------- | ---------------- | -------- | ---------- |
| Lugano           | 0–1         | Cluj             | 0–0      | 0–1 (pro.) |
| NK Celje         | 0–1         | AEK Larnaca      | 1–1      | 1–2        |
| Levski Sofia     | 0–1         | Braga            | 0–0      | 0–1 (pro.) |
| Baník Ostrava    | 3–4         | Légia Varsóvia   | 2–2      | 1–2        |
| Anderlecht       | 2–2 (2–4 p) | BK Häcken        | 1–0      | 1–2 (pro.) |
| Sheriff Tiraspol | 2–7         | Utrecht          | 1–3      | 1–4        |
| Midtjylland      | 3–2         | Hibernian        | 1–1      | 2–1 (pro.) |
| Beşiktaş         | 2–6         | Shakhtar Donetsk | 2–4      | 0–2        |

### Terceira pré-eliminatória
O sorteio para a terceira fase classificatória foi realizado em 21 de julho de 2025. As partidas de ida serão disputadas em 5, 6 e 7 de agosto, e as partidas de volta serão disputadas em 12 e 14 de agosto de 2025.
Os vencedores dos confrontos avançam para a fase de play-offs. Os perdedores serão transferidos para a fase de play-offs da Liga Conferência.
| Equipe 1         | Total       | Equipe 2         | 1.º jogo | 2.º jogo   |
| ---------------- | ----------- | ---------------- | -------- | ---------- |
| Lincoln Red Imps | 1–1 (6–5 p) | Noah             | 1–1      | 0–0 (pro.) |
| Rijeka           | 4–3         | Shelbourne F.C.  | 1–2      | 3–1        |
| RFS              | 1–3         | KuPS             | 1–2      | 0–1        |
| Hamrun Spartans  | 2–5         | Maccabi Tel Aviv | 1–2      | 1–3        |
| Zrinjski Mostar  | 3–2         | Breiðablik       | 1–1      | 2–1        |
| FCSB             | 6–3         | Drita            | 3–2      | 3–1        |

| Equipe 1      | Total       | Equipe 2         | 1.º jogo | 2.º jogo   |
| ------------- | ----------- | ---------------- | -------- | ---------- |
| AEK Larnaca   | 5–3         | Légia Varsóvia   | 4–1      | 1–2        |
| Fredrikstad   | 1–5         | Midtjylland      | 1–3      | 0–2        |
| Cluj          | 1–4         | Braga            | 1–2      | 0–2        |
| PAOK          | 1–0         | Wolfsberger      | 0–0      | 1–0 (pro.) |
| Servette      | 2–5         | Utrecht          | 1–3      | 1–2        |
| BK Häcken     | 1–2         | Brann            | 0–2      | 1–0        |
| Panathinaikos | 0–0 (4–3 p) | Shakhtar Donetsk | 0–0      | 0–0 (pro.) |

## Rodada de Play-off
O sorteio para a fase de play-off será realizado em 4 de agosto de 2025. Um total de 24 equipes jogarão na fase de play-off. A classificação das equipes será baseada nos coeficientes de clubes da UEFA de 2025. Antes do sorteio, a UEFA pode formar grupos de equipes cabeças de chave e não cabeças de chave, de acordo com os princípios estabelecidos pelo Comitê de Competições de Clubes. A primeira equipe sorteada em cada eliminatória será a equipe da casa no jogo de ida.
Os jogos de ida serão disputados em 21 de agosto e os de volta em 28 de agosto de 2025.
Os vencedores dos confrontos avançarão para a fase de grupos. Os perdedores serão transferidos para a fase de grupos da Liga Conferência.
| Equipe 1          | Total   | Equipe 2       | 1.º jogo | 2.º jogo |
| ----------------- | ------- | -------------- | -------- | -------- |
| Maccabi Tel Aviv  | Jogo 1  | Dínamo de Kiev | 21/08    | 28/08    |
| Shkëndija         | Jogo 2  | Ludogorets     | 21/08    | 28/08    |
| Slovan Bratislava | Jogo 3  | Young Boys     | 21/08    | 28/08    |
| Malmö             | Jogo 4  | Sigma Olomouc  | 21/08    | 28/08    |
| Panathinaikos     | Jogo 5  | Samsunspor     | 21/08    | 28/08    |
| Aberdeen          | Jogo 6  | FCSB           | 21/08    | 28/08    |
| Lech Poznań       | Jogo 7  | Genk           | 21/08    | 28/08    |
| Midtjylland       | Jogo 8  | KuPS           | 21/08    | 28/08    |
| Lincoln Red Imps  | Jogo 9  | Braga          | 21/08    | 28/08    |
| Zrinjski Mostar   | Jogo 10 | Utrecht        | 21/08    | 28/08    |
| Brann             | Jogo 11 | AEK Larnaca    | 21/08    | 28/08    |
| Rijeka            | Jogo 12 | PAOK           | 21/08    | 28/08    |

## Fase de Liga
O sorteio da fase da liga para a Liga Europa da UEFA de 2025–26 ocorrerá em 29 de agosto de 2025. As 36 equipes serão divididas em quatro potes de nove equipes cada, com base no coeficientes de clubes da UEFA.
Os 36 times serão sorteados manualmente e, então, um software automatizado selecionará digitalmente seus oito oponentes aleatoriamente, determinando quais partidas serão em casa e quais serão fora. Cada equipe enfrentará dois adversários de cada um dos quatro potes, um em casa e um fora. As equipes não podem enfrentar adversários de sua própria federação e só poderão enfrentar, no máximo, dois times da mesma federação.
O  Aston Villa, Bologna, Go Ahead Eagles e Nottingham Forest farão suas estreantes desde a introdução da fase de grupos (embora o Aston Villa já tenha aparecido na fase de grupos da Copa da UEFA). Go Ahead Eagles e Nottingham Forest farão suas estreias em uma grande competição da UEFA, em grupos ou na fase de grupos.
Em 12 de agosto de 2025, as seguintes equipes se classificaram para a fase da liga:
| Pos. | Pote 1            | Coef.   |
| ---- | ----------------- | ------- |
| 9    | Roma              | 104.500 |
| 18   | Porto             | 79.750  |
| 26   | Feyenoord         | 71.000  |
| 31   | Lille             | 66.000  |
| 38   | Dínamo Zagreb     | 56.000  |
| 40   | Betis             | 52.250  |
| 44   | Red Bull Salzburg | 48.000  |

| Pos. | Pote 1/2       | Coef.  |
| ---- | -------------- | ------ |
| 46   | Aston Villa    | 47.250 |
| 51   | Lyon           | 43.750 |
| 56   | Viktoria Plzeň | 39.250 |

| Pos. | Pote 2/3          | Coef.  |
| ---- | ----------------- | ------ |
| 74   | Freiburg          | 28.000 |
| Novo | Nottingham Forest | 23.039 |

| Pos. | Pote 3/4        | Coef.  |
| ---- | --------------- | ------ |
| 87   | Nice            | 20.000 |
| 89   | Bologna         | 19.446 |
| Novo | Celta de Vigo   | 18.890 |
| 102  | Stuttgart       | 18.890 |
| 123  | Go Ahead Eagles | 13.430 |